# Spoorlijn Ängelholm - Arlöv

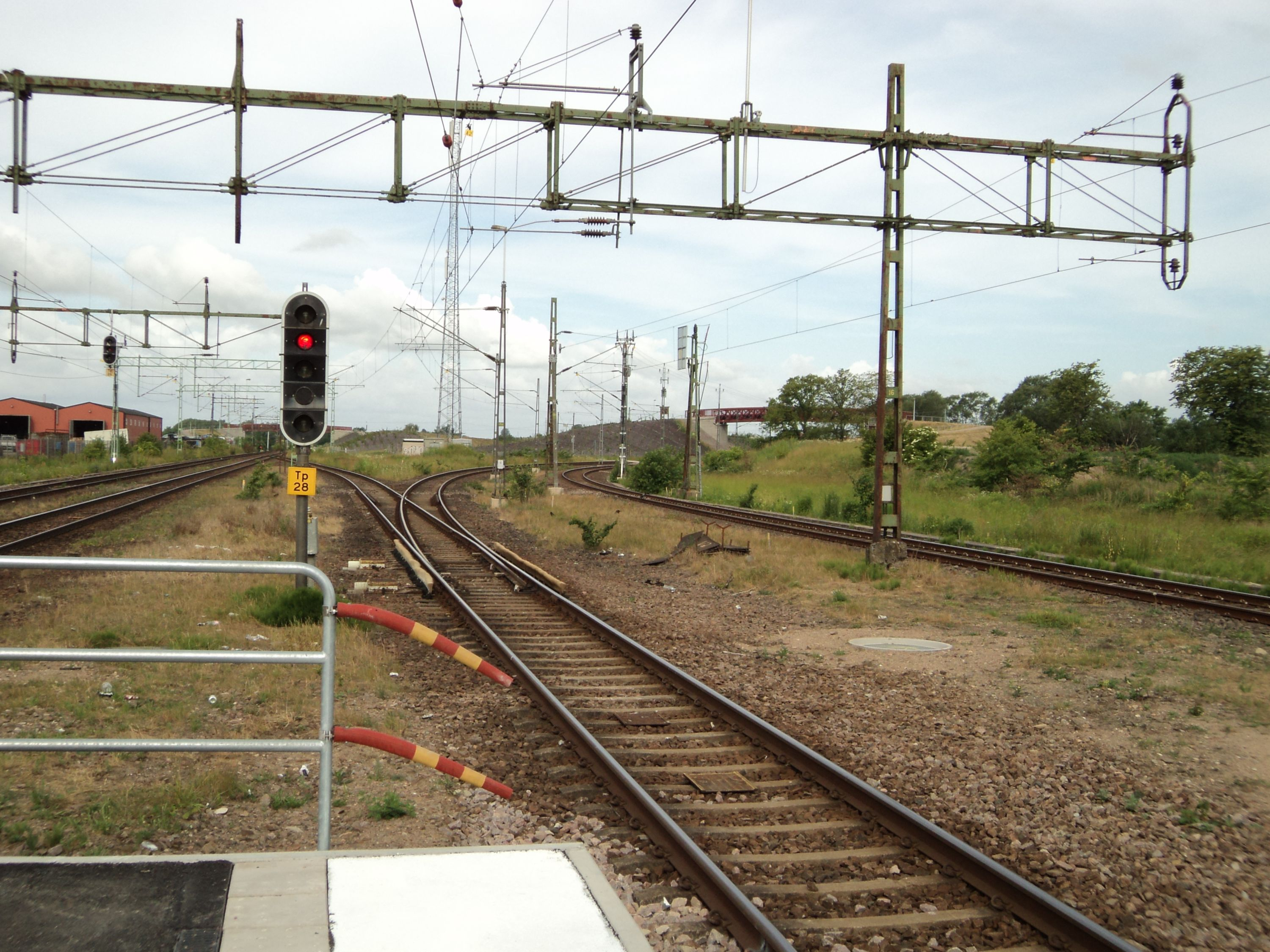
Links de spoorlijn Ängelholm - Arlöv.

De spoorlijn Ängelholm - Arlöv of goederenlijn door Skåne (Zweeds: Godsstråket genom Skåne) is een spoorlijn in het zuiden van Zweden in de provincie Skåne län. De lijn verbindt de plaatsen Ängelholm en Arlöv met elkaar.

## Geschiedenis
In eerste instantie bestond deze spoorlijnen uit twee private spoorwegen, namelijk de spoorlijn Billeshollm - Ängelholm geopend in 1876 en tussen  Arlöv en Billesholm in 1888. In 1896 werden beide lijnen genationaliseerd samen met verschillende andere lijnen. Tussen 1933 en 1934 werd de lijn geëlektrificeerd. In 1975 en 1983 verdween het grootste deel van het personenvervoer over de lijn.